# Yak Attack
Das Yak Attack ist ein mehrtägiges Etappenrennen für Mountainbiker im nepalischen Himalaya. Im Verlauf des Rennens wird der 5416 m hohe Thorong-La-Pass überschritten. Damit gilt es als das höchste Mountainbike-Rennen der Welt.
Die Veranstaltung wurde 2007 ins Leben gerufen und findet seither jährlich statt. Die Zahl der Teilnehmer ist streng limitiert.
Die Route verläuft mit Start in Besisahar in das Annapurna-Massiv nach Tatopani. Yak Attack ist zusammen mit den Veranstaltungen YakRu, Pokhara IV, Grand Himalayan Enduro und KaliX Mountain Biking Festival Teil des Bestrebens, Nepal für den Mountainbike-Sport und -Tourismus interessant zu machen.